# Kiddington
Kiddington är en ort i civil parish Kiddington with Asterleigh, i distriktet West Oxfordshire, i Storbritannien. Den ligger i grevskapet Oxfordshire och riksdelen England, i den södra delen av landet, 100 km väster om huvudstaden London. Kiddington ligger 112 meter över havet och antalet invånare är 113. Kiddington var en civil parish fram till 1895 när blev den en del av Kiddington with Asterleigh. Civil parish hade 215 invånare år 1891.
Terrängen runt Kiddington är platt. Runt Kiddington är det ganska tätbefolkat, med 144 invånare per kvadratkilometer. Närmaste större samhälle är Oxford, 19,4 km sydost om Kiddington. Trakten runt Kiddington består till största delen av jordbruksmark.